# Helena Westin
Anna Helena Sverkersdotter Westin, född 14 maj 1961, är en svensk kommunikatör och företagsledare.

## Karriär
Westin har studerat på Uppsala universitet och Institutet för högre reklam- och kommunikationsutbildning. Hon har därefter haft marknadsansvar på Penninglotteriet och Bankgirot.
År 1996 började Westin som projektledare på reklambyrån Paradiset DDB. År 2000 blev hon Paradisets vd. Hon hoppade av som vd efter ett par år.
År 1998 var hon kvinnlig ordförande för Stockholm EuroPride och deltog därmed i att starta Pridefestivalen i Stockholm.
I april 2004 lämnade hon Paradiset (som nyligen bytt namn till DDB Stockholm) för att bli marknadsdirektör på Hi3G Access (mobiloperatören 3). Hon slutade på 3 i maj 2005.
Westin fick senare ansvar för affärsutveckling och varumärke på Aftonbladet. I april 2007 blev hon vd för tidningens nya TV-kanal, Aftonbladet TV7. TV7 såldes senare samma år. Westin blev då vd för Rörlig Bild Sverige, ett produktionsbolag kopplat till Schibsted. Hon lämnade Aftonbladet i april 2009.
I januari 2010 var Westin medgrundare till en reklambyrå inom mediebyrån Tre Kronor Media. Hon lämnade denna byrå hösten 2011. I januari 2012 utsågs hon till kommunikationschef på Företagarna. Hösten 2013 blev hon vice vd för Jung Relations.
I maj 2019 valdes Westin till ny ordförande för Sveriges Kommunikationsbyråer.

## Styrelseuppdrag
Westin har även tagit styrelseuppdrag för Sveriges Reklamförbund, Sveriges Mediebyråer, Prognosia, RFSL, Spoon Publishing, Identity Works, Rättviseförmedlingen, Stockholm Headhunting och Sveriges Television.

## Utmärkelser
År 2003 fick Westin Chris Ottanders pris.
Hon har även var ordförande och suttit i juryn för flera tävlingar.